# 朱秀栄
朱 秀栄（しゅ しゅうえい、1494年2月19日（弘治7年1月14日） - 1498年10月1日（弘治11年9月16日））は、明の弘治帝の皇女。正徳帝の同母妹である。

## 経歴
弘治帝と張皇后の娘として、弘治7年1月14日（1494年2月19日）辰時に生まれた。父帝からは愛された。
弘治11年9月16日（1498年10月1日）、痘のため死去した。太康公主の位を追贈され、7頃の土地を墓所管業にして賞賜し、金山に葬られた。

## 伝記資料
- 『太康公主墓志銘』海淀区四季青郷正藍旗村に出土
- 『国榷』